# Monti Ulan-Burgasy
I monti Ulan-Burgasy (in russo Улан-Бургасы хребет, Ulan-Burgasy chrebet?), o Ulan-Burgassi, sono una catena montuosa della Siberia Orientale meridionale situata nella Buriazia, in Russia.

## Geografia
La catena montuosa si estende da sud-ovest a nord-est per quasi 200 km, dalla valle del fiume Selenga fino all'altopiano del Vitim, ed è delimitata dalle valli dei fiumi Turka e Kurba. I versanti orientale e meridionale della catena, che scende fino alle valli dei fiumi Selenga, Uda e Kurba, appartengono alla regione fisico-geografica degli altopiani della Selenga. Le altezze medie sono di 1 400-1 800 metri sul livello del mare. Il punto più alto è il monte Churchag (2 033 m).
Le montagne sono composte da rocce metamorfiche con intrusioni di graniti. Fino a 700-800 m la vegetazione è quella tipica della steppa, ad altezze superiori è presente la taiga di larici. Oltre i 1 600 m sono comuni i picchi rocciosi spogli che si innalzano al di sopra della vegetazione, detti gol'cy (гольцы).